# Bactris gracilior
Bactris gracilior är en enhjärtbladig växtart som beskrevs av Karl Ewald Maximilian Burret. Bactris gracilior ingår i släktet Bactris och familjen Arecaceae. Inga underarter finns listade i Catalogue of Life.